# Nikolaj Kunsthal
Nikolaj Kunsthal er et udstillingssted for samtidskunst i den tidligere Skt. Nikolaj Kirke på Nikolaj Plads i København. Nikolaj Kunsthal tiltrækker omkring 80.000 besøgende årligt. Kirkebygningen er kendt for sin fantasifulde neobarokke arkitektur og 90 m høje spir. Tårnet er Københavns tredjehøjeste. Helene Nyborg Bay har været direktør for Nikolaj Kunsthal siden 2018.

## Historie og arkitektur

### Skt. Nikolas Kirke
Den oprindelige kirkebygning blev opført i begyndelsen af det trettende århundrede og er en af Københavns ældste kirker. Den lå nær Københavns kyst i Øresund og er opkaldt efter de søfarendes skytshelgen Sankt Nikolaus. Kirken havde oprindeligt hverken tårn eller spir. I 1530 holdt den lutherske teolog Hans Tavsen (1494–1561) den første lutherske prædiken i København i Skt. Nikolaj Kirke. Han blev kendt som ’Den danske Luther’ og kirken var centrum for den lutherske reformation i København.
Det hollandske renæssancetårn blev bygget i 1591. Under en vinterstorm i 1628 mistede kirken sit spir. Ved branden i 1795 nedbrændte det meste af bygningen, og der var ikke midler nok til at genopbygge den. I 1805 blev menigheden opløst, og den var derefter ikke længere en officiel kirke. Kirkeruinerne bortset fra det robuste tårn blev revet ned, og tårnet rummer i dag Nikolaj Kunsthals forhal. Af de reddede genstande fra branden 1795 findes det meste nu i Helligåndskirken, mens andet findes på Nationalmuseet.
Nikolaj Plads blev nedlagt som begravelsessted, og i 1798 transporterede man 500 læs jord og grus bort, og 165 kister blev flyttet til Assistens Kirkegård. I 1848 blev kirkegården nedlagt, og man "optog de endnu da bevarede Egetræskister, sønderhuggede dem og bortkørte Masser af Skeletter og Ben til en udenbys Kirkegaard."

### Et alsidigt tårn til forretning og kultur
Fra 1805 til 1868 fungerede ruinerne af tårnet som brandudsigtspost. En tårnvægter holdt udkig efter ildebrande, og i tilfælde af brand hængte han en lanterne på den side af tårnet, som vendte mod brandstedet. Kl. 13.00 hver dag fra 1868 til 1908 faldt en stor bold ned på en stang, så de lokale og skibene fik en indikering af hvad klokken var. Indtil anden halvdel af 1800-tallet fungerede det omkringliggende område som Københavnsk Kødby og blev kendt som 'Maven'. Kunstneren og opfinderen Robert Storm Petersen begyndte sin karriere som lærling i sin fars slagterbutik i 'Maven.' Slagterboder holdt til omkring tårnet indtil anden halvdel af 1800-tallet, hvor de blev lukket.
Tårnet var også omdrejningspunktet for H.C. Andersens drama Kjærlighed paa Nicolai Taarn opført i 1829 på Det Kongelige Teater. Da den internationalt kendte danske billedhugger Bertel Thorvaldsen vendte tilbage til København i 1838 efter at have boet og arbejdet i Rom i 40 år, blev et flag hejst på tårnet, da hans skib nærmede sig for at advisere beboerne om hans ankomst.
I Foraarets Død, første del af Johannes V. Jensens historiske roman Kongens Fald fra 1900, er kirkegården ved St. Nikolaj kirke tilflugtssted for hovedpersonen Mikkel Thøgersen. Her hedder det: "Mikkel Skrævede afvejen og gemte sig bort inde paa St. Nicolaj Kirkegaard. Her laa han det meste af Dagen i en tæt frodig Krog mellem Gravene og lod Solen skinne paa sig." Handlingen er henlagt til i eller omkring 1497.

### Nikolaj Kirke i dag
Den nuværende bygning, som åbnede i 1912, er tegnet af arkitekten Hans Christian Amberg (1749-1815), og repræsenterer en moderne rekonstruktion af den ødelagte kirke. Bygningen er anerkendt for sine røde mursten og neo-barokke kirkevinduer. Det nuværende spir er også en moderne rekonstruktion af originalen, finansieret i 1905 af bryggeren Carl Jacobsen (1842-1914). En ceremoni for indvielsen af det nye spir blev afholdt i 1909. Det 35 meter høje tårn er det tredjehøjeste i København og prydet med iriserende grønt kobber.
Nikolaj Kirke blev yderligere restaureret med støtte fra P.N. Rentzmann og hans søster Ida P.N. Rentzmann, som testamenterede deres formue til genopbygning og genetablering af kirken. Den faste sekretær P.N. Rentzmann boede i en lejlighed i bygningen indtil sin død i 1923. Kirken blev under Første Verdenskrig brugt af Veterinærrådet. Ved afslutningen af renoveringen af bygningen besluttede Københavns borgmester, at kirken skulle bruges til kulturelle aktiviteter, og den fungerede som Københavns Folkebibliotek frem til 1958 og fra 1958 til 1978 som søfartsmuseum. Kirkens orgel blev bygget af bl.a. Marcussen & Søn i 1930, og var den første i Danmark til at have en sløjfevindlade og mekanisk traktur.

### En kunsthal i København
I 1957 etablerede kunstneren og aktivisten Knud Pedersen et billedkunstbibliotek i bygningen, hvor der var mulighed for at låne originale kunstværker. I denne periode var stedet vært for flere bemærkelsesværdige avantgarde-begivenheder og udstillinger, herunder nogle af de tidligste internationale Fluxus-forestillinger arrangeret i 1962 af Knud Pedersen og Arthur Köpcke.
Siden 1981 har bygningen fungeret som kunsthal og Københavns Kommunes udstillingscenter for samtidskunst. Nikolaj Kunsthal var indtil 2006 kendt som Nikolaj Udstillingsbygning, og fra 2006 til 2010 som Kunsthallen Nikolaj. Den har siden 2010 heddet Nikolaj Kunsthal. Helene Nyborg Bay har siden 2018 været direktør for Nikolaj Kunsthal.
Nikolaj Kunsthal samarbejder med en række organisationer lokalt, nationalt og internationalt inden for nye kunstneriske former og medier. Kunstcentret har fokus på Københavns samtidskunstscene og præsenterer et program med skiftende udstillinger og arrangementer, som har omfattet kunstnerne Leonard Cohen, Andreas Emenius, Helmut Newton, Ditte Ejlerskov, HuskMitNavn, Candice Breitz og Superflex.

## Direktører
- Lise Funder (1984 - 1993)
- Elisabeth Delin Hansen (1993 - 2015)
- Andreas Brøgger (2015 - 2018)
- Helene Nyborg Bay (2018 - )

## Udstillinger[19]

### 2024
- Rune Bering: Bycatch
- Super High End Underground

### 2023
- Shane Brox: Beauty in the Beast
- Kunstnernes København
- Mikkel Carl: Truth is like Poetry
- Tova Mozard: ILOVERUSS
- Signe Heinfelt & Jo Verwohlt: Interference
- Louise Bonde-Hansen: Neither Day nor Night

#### Platform
- Emilie Alstrup x Anna Bak
- Lydia Östberg Diakité x Awa Konaté
- Samara Sallam & Kate Sterchi
- Laurits Malthe Gulløv x Rebekka Elisabeth Anker-Møller
- Lina Hashim & Anne Zychalak Stolten
- Toke Højby Lorentzen & Marie Vinther

### 2022
- DRIFT - Thorbjørn Lausten
- Anna Ørberg - Tech-High!
- CryptoPong - Radar Contemporary
- Ditte Ejlerskov - The Cult of Oxytocin
- Københavnerstykker - Rådet for Visuel Kunst 2018-2021
- Arto Saari - The Champagne of Skateboarding
- Planet VR
- Lasse Lau & Flo Maak - Hang On, Hang Tight

#### Platform
- Ditte Marie Frost & Mai Dengsøe
- Mette Riise & Rebecca Krasnik
- Ruby Mariama Laura Andersen Ndoye & Aysha Amin
- Clara Busch & Nanna Saplana
- Yujin Jung & Eli Ståhl
- Astrid Sonne & Ilethia Sharp

### 2021
- Lotte Nielsen: Letters from St. Petersburg
- Sisters Hope: Sensious City
- Foo/Skou: Disharmony of Spheres
- Lau & Maak: Fairy Tales
- Thomas Øvlisen: Anden Stjerne til højre
- Nikolaj: Københavns kunsthal 40 år
- David Lynch: Infinite Deep
- Nikoline Liv Andersen: Eden

### 2020
- Vibeke Bryld: Havfolket kalder mørknet vand
- Skate Works
- Venedig filmfestival VR i Nikolaj Kunsthal
- Hartmut Stockter: Flipperoraklet i panorama-arkaderne
- Nicolai Howalt: Variations of Old Tjikko
- FOKUS 2020

### 2019
- Leonard Cohen: A Crack in Everything
- Camilla Brix Andersen: Supernova
- Korea in Denmark: Welcome to the Moon Palace
- Korea in Denmark: The Way a Hare Transforms into a Tortoise
- Anna Domnick: It's all white
- FOKUS 2019
- Andreas Emenius: When the Unknown becomes Familiar
- Lotte Nielsen: Haus of Dragons
- The Icelandic Love Corporation, Jacob Tækker: VIDEO VIDEO

### 2018
- Bank & Rau: Menneskebyen
- YOKE: Konstruktur
- HuskMitNavn: TEGN
- Arthur Van Der Zaag: Windows of Light
- Tommy Støckel: Things for a Symmetrical Tower
- Anohni: Miracle Now
- Haroon Mirza: Dancing with the Unknown
- FOKUS 2018
- Stine Marie Jacobsen: Law Shifters

### 2017
- Troels Lybecker & Christian Finne: Art in a Minefield
- Eske Kath & Oh Land: The Ship
- Japanese Connections
- Julian Rosefeldt: Works 2001-2016
- FOKUS 2017

### 2016
- Larissa Sansour: In the Future They Ate from the Finest Porcelain
- Rune Fjord & Trine Bastrup: Lost Love
- Trine Boesen: Holes in Space
- Santiago Sierra: Black Flag
- Group Show: Hybrid Matters
- Sectioning: My Holy Nacho
- John Akomfrah: Vertigo Sea
- FOKUS 2016
- The Lake: Works for Radio

### 2015
- The Museum is Closed - An Exhibition about Knud Pedersen
- Embodied: Performance & documentary
- Copenhagen Art Festival: TRUST
- Group Show: Let There Be Light
- Clement Page: The Light that Obscures
- Stan Douglas: Fotografier 2008-2013
- FOKUS 2015
- Ian Ingram: Next Animals

### 2014
- Gruppeudstilling: Afghan Tales
- Lilibeth Cuenca Rasmussen: Being human being
- PIXELADE - en udstilling for alle fra 0 til 116
- Daniel & Geo Fuchs: Stasi Secret Room
- Shahzia Sikander: Parallax
- Hanne Nielsen & Birgit Johnsen: Drifting
- Jeanette Ehlers: Say it loud!
- FOKUS 2014

### 2013
- Karin Sander: Zeigen. En audiotur gennem København
- Marika Seidler: Human Animal
- Roger Ballen: Retroperspektiv
- Dias & Riedweg: Possible Archives
- Gruppeudstilling: Enten / Eller
- Eric Andersen: Liaison
- FOKUS 2013

### 2012
- Tracy Rose: Waiting for god
- Eva Koch: I Am the River
- Fluxus 50 år: Die Irren Sind Los
- Copenhagen Art Festival: Conversations
- Afgang 2012
- Mie Olise: Den Tavse Station
- Patrick Huse: Northern Imaginary 3rd Part
- Gruppeudstilling: Artreach
- FOKUS 2012

### 2011
- Space Invaders
- Hotel Nikolaj
- Jan Banning: Bureaucraties
- Afgang 11
- Gil & Moth: totally Devoted to You
- FOKUS 2011